# Mastigimas reseri
Mastigimas reseri (лат.) — вид мелких листоблошковых рода Mastigimas из семейства Calophyidae.

## Распространение
Карибский бассейн: Ямайка.

## Описание
Мелкие полужесткокрылые насекомые (около 4 мм; от 3,70 до 4,10 мм). Внешне похожи на цикадок, задние ноги прыгательные. Самцы соломенно-жёлтого или охристого цвета сверху, немного светлее снизу, грудь и брюшко с темно-коричневой полосой, узкой на груди и широкой на брюшке. Голова сзади тёмная, края торулей коричневые. Глаза коричневые, глазки оранжевые. Усики коричневые, у основания светлее, к вершине постепенно темнеют. Мезопрескутум сбоку и сзади беловатый, мезоскутум с четырьмя светлыми узкими продольными полосами, светлый сбоку. Зубовидный отросток в середине заднеспинки и боковых областях темно-коричневый. Переднее крыло прозрачное, с коричневыми жилками и светлым или темным птеростигмой; задние крылья прозрачные, реберная жилка светло-коричневая. Вершины бёдер темно-коричневые, голени в вершинной половине и лапки охристые. Брюшко сверху у основания охристое, коричневое сбоку в основании и полностью на вершине, беловатое снизу, за исключением коричневой вершины. Проктигер и парамеры самца коричневые, субгенитальная пластинка беловатая. Самка похожа, но без коричневых элементов, за исключением зубчатого отростка на заднеспинке, который имеет темно-коричневый цвет и иногда очень редуцированный коричневый рисунок с боков.  Взрослые особи и нимфы питаются, высасывая сок растений из флоэмы. Передние перепончатые крылья в состоянии покоя сложены крышевидно. Антенны 10-члениковые.

## Таксономия и этимология
Вид был впервые описан в 2013 году швейцарским колеоптерологом Даниэлем Буркхардтом (Naturhistorisches Museum, Базель, Швейцария) и его коллегами из Бразилии (Dalva L. Queiroz) и Польши (Jowita Drohojowska). Видовое название дано в честь Dr. Lazi Rezbanyai-Reser (Lucerne), коллектора типовой серии.